# UW Tower
A UW Tower a Washingtoni Egyetem irodaháza Seattle University District városrészében. Az 1975-ben átadott 22 emeletes épületet az NBBJ tervezte. 99 méteres magasságával Seattle belvárosán kívüli területeinek legmagasabb létesítménye.
Eredetileg Safeco Plaza (a köznyelvben Safeco Building) néven a Safeco biztosítótársaság székháza volt; 2006-ban három másik épülettel, egy 29 lakásos társasházzal, két parkolóházzal és két felszíni parkolótelekkel együtt 130 millió dollárért adták el az egyetemnek és egy év múlva költöztek ki.

## Kialakítása
A toronyházat és környezetét a seattle-i NBBJ építésze, Robert Sowder tervezte. Az előreöntött betonból és terrakottából kialakított létesítmény az utcaképbe illeszkedés érdekében földszínű. Az épület az alatta levő téren kialakított nyolcszögletű tartóoszlopokra támaszkodik.

## Felhasználása
Ugyan főképp az egyetemi adminisztráció használja, az orvosi intézetnek, az információtudományi tanszéknek és a könyvelési osztálynak is vannak itt irodái.

## Galéria

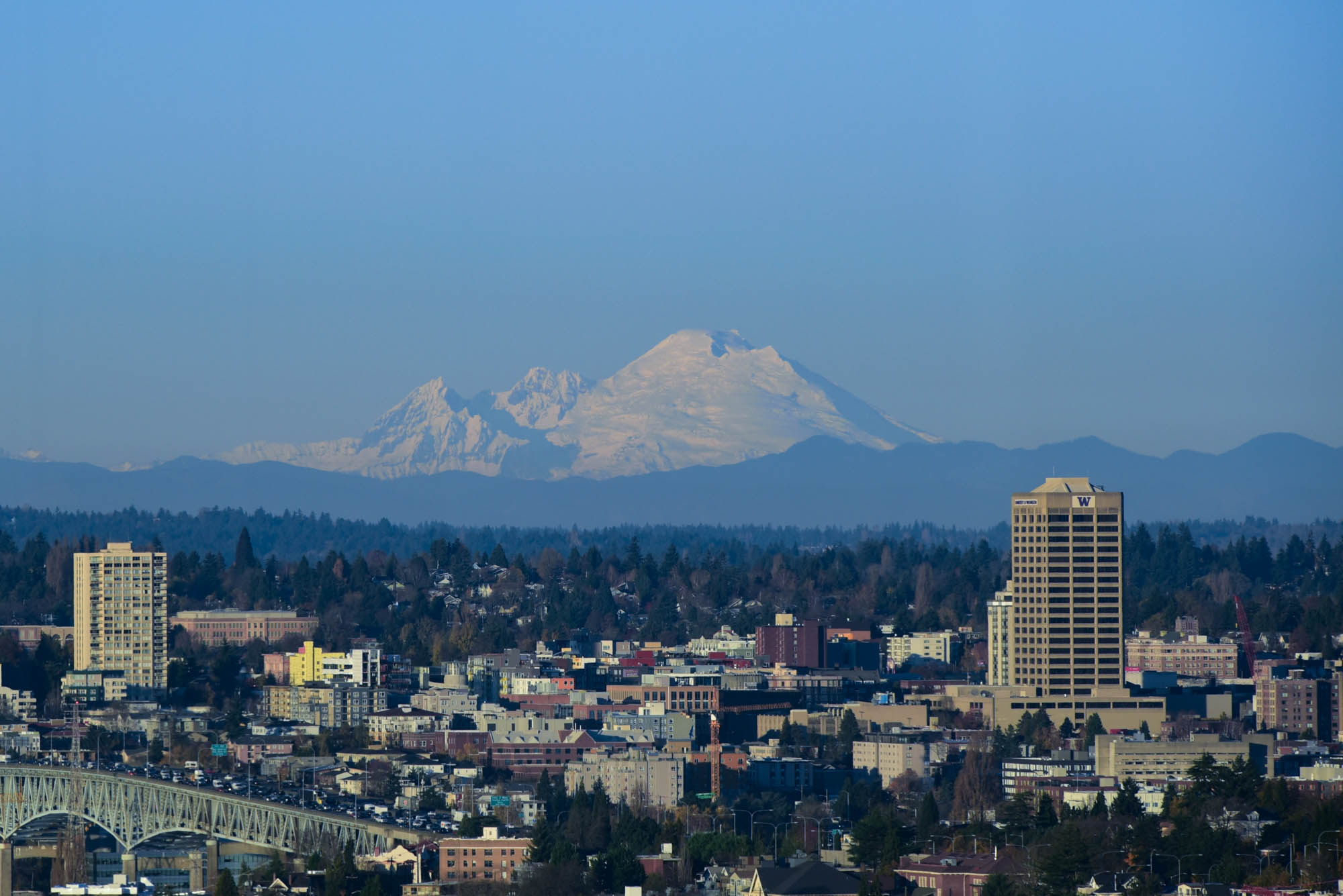
Háttérben a Baker-heggyel
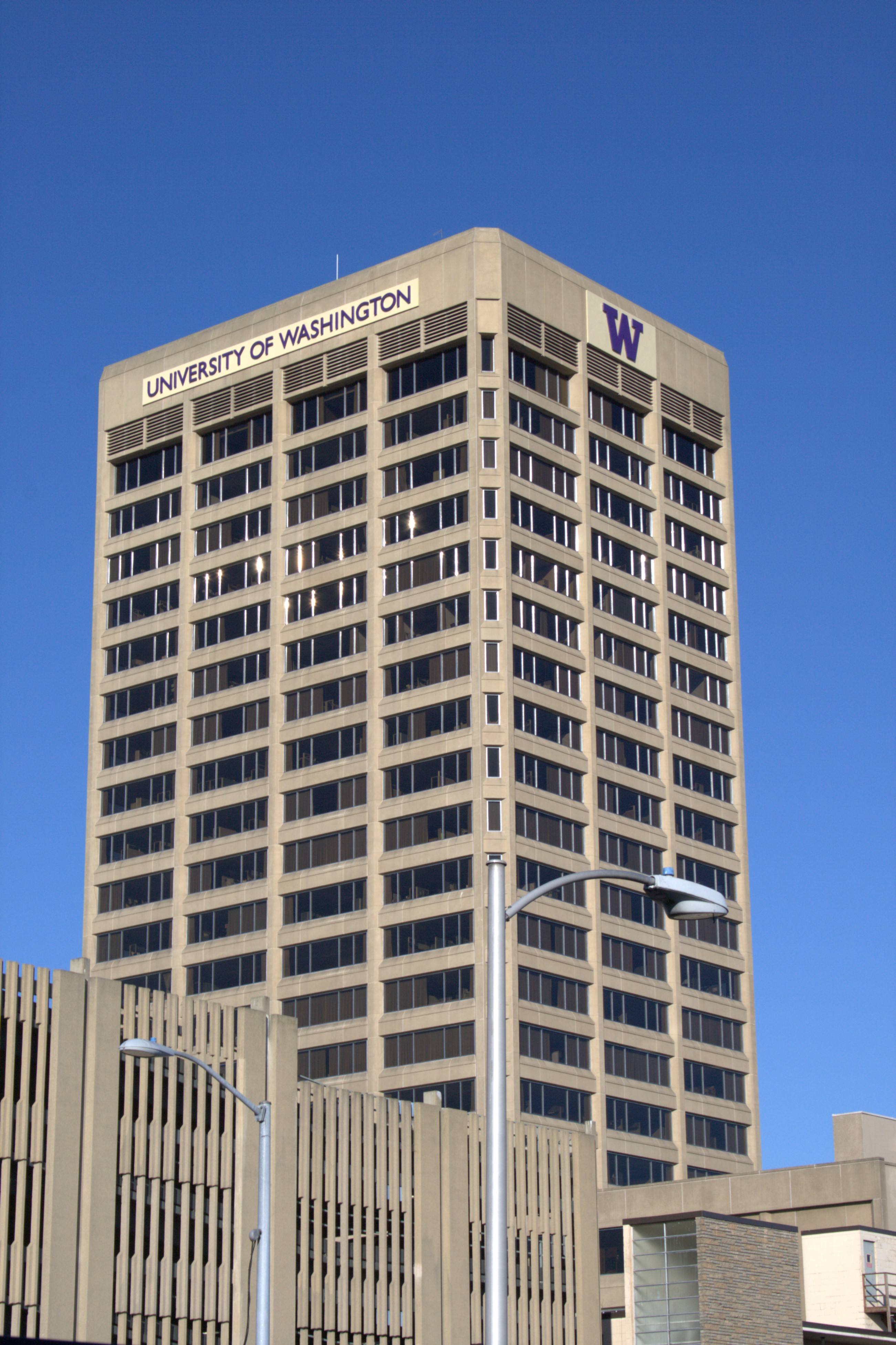
2009-ben
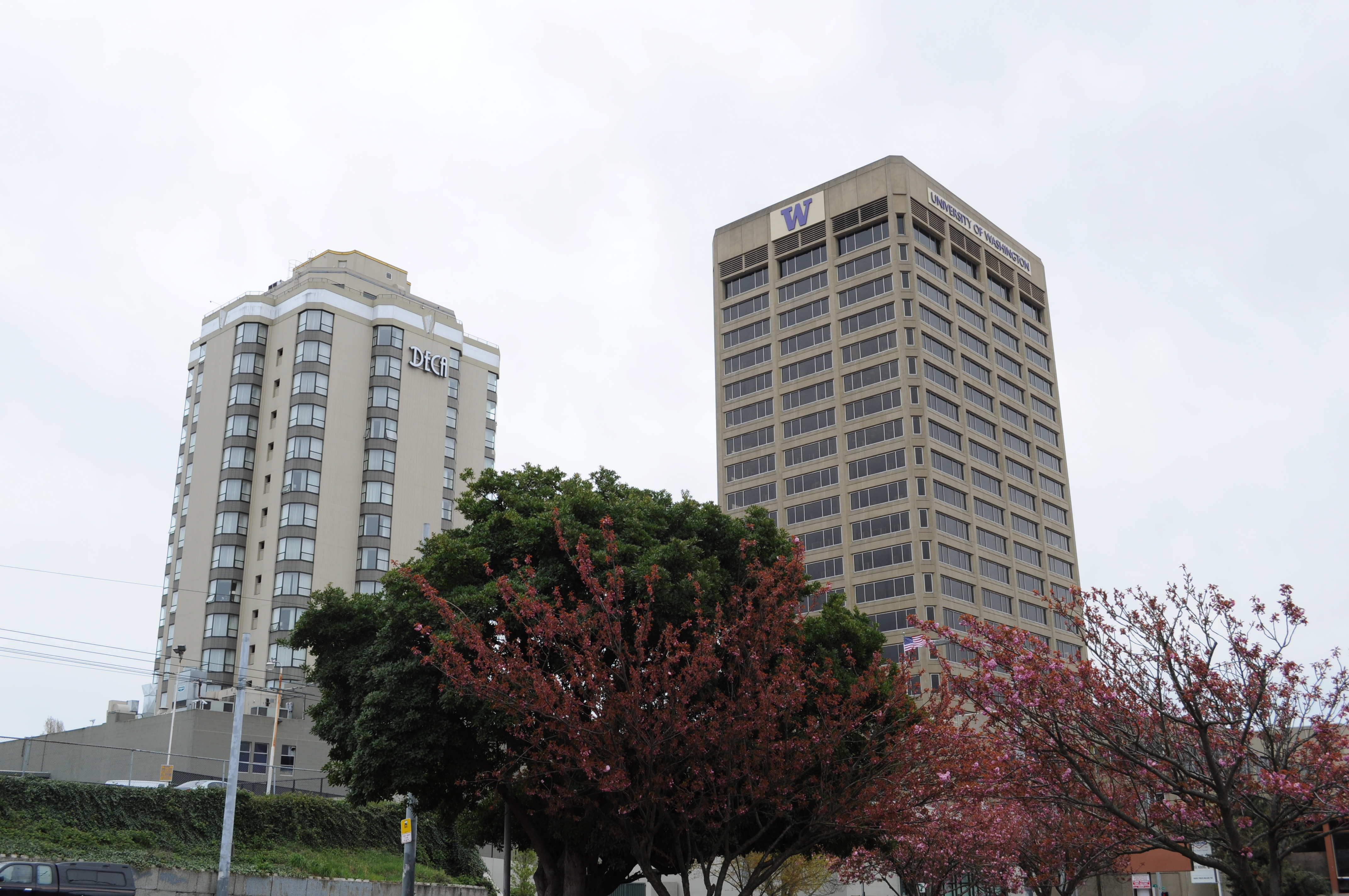
Balra a Hotel Deca, jobbra a UW Tower
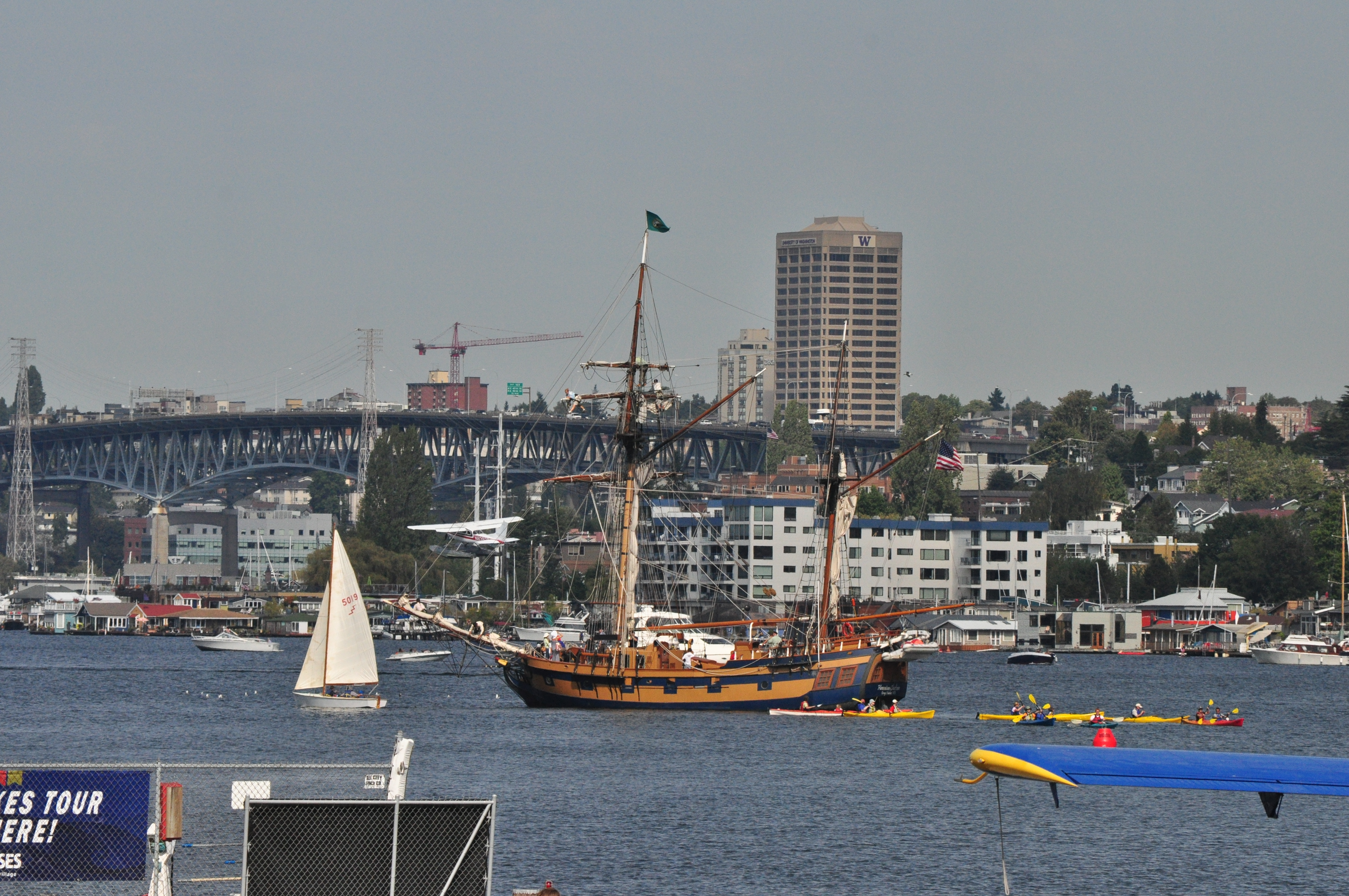
A Hawaiian Chieftain hajó mögött

## Fordítás
- Ez a szócikk részben vagy egészben a  UW Tower című  Wikipédia-szócikk ezen változatának fordításán alapul.  Az eredeti cikk szerkesztőit annak laptörténete sorolja fel. Ez a jelzés csupán a megfogalmazás eredetét és a szerzői jogokat jelzi, nem szolgál a cikkben szereplő információk forrásmegjelöléseként.